# Eugen Gabriel
Eugen Gotthard Gabriel (* 3. Februar 1937 in Dornbirn) ist ein österreichischer Sprachwissenschaftler, Dialektologe und Namenforscher.

## Leben
Eugen Gabriel besuchte die Volksschule in Dornbirn-Oberdorf und das Bundesrealgymnasium Dornbirn, wo er 1955 maturierte. Er studierte ab 1955 an der Universität Wien Klassische Philologie, Germanistik, Philosophie und Sprachpsychologie, ab 1957 auch Psychologie. Von 1958 bis 1960 machte er bei Eberhard Kranzmayer seine Doktorarbeit zum Vokalismus der Mundarten von Dornbirn, Hohenems und Lustenau im Vorarlberger Rheintal.
Gabriel war 1963 für sechs Wochen Mitarbeiter an der Universität Zürich und arbeitete an der Erstellung des Sprachatlas der deutschen Schweiz mit und wurde von Rudolf Hotzenköcherle in die Methodik zum Sprachatlas und die dafür notwendige Explorationsarbeit eingeführt. Mit einem Forschungsstipendium des Bundesministeriums für Unterricht, Kunst und Kultur konnte er 1963 seine Habilitationsarbeit bei Eberhard Kranzmayer über Die Entwicklung der althochdeutschen Vokalqualitäten in den oberdeutschen Mundarten beginnen. Nach einem Forschungsaufenthalt an der Universität Innsbruck (1965) und in Marburg/Lahn (1966) war er von 1967 bis 1969 Universitätsassistent am Germanistische Institut der Universität Wien und konnte seine Habilitationsschrift abschließen und sich mit der Venia legendi Sprache und ältere Literatur habilitieren. Ab 1969 arbeitete Gabriel als Akademischer Rat an der Universität Freiburg und  wurde 1975 Professor für Germanistische Sprachwissenschaft.
Gabriels wichtigstes Werk ist der weitgehend von ihm erarbeitete und zwischen 1985 und 2006 erschienene Vorarlberger Sprachatlas mit Einschluss des Fürstentums Liechtenstein, Westtirols und des Allgäus (VALTS). 1994 in Pension gegangen, lebt er in Wangen im Allgäu.

## Auszeichnungen
- 1997 Ehrenpreis des Vorarlberger Buchhandels
- 2000 Vorarlberger Wissenschaftspreis

## Publikationen
- Die Mundarten an der alten churrätisch-konstanzischen Bistumsgrenze im Vorarlberger Rheintal. Eine sprachwissenschaftliche und sprachpsychologische Untersuchung der Mundarten von Dornbirn, Lustenau und Hohenems. (= Deutsche Dialektgeographie. Band 66). Dissertation. Elwert, Marburg 1963.
- Die Entwicklung der althochdeutschen Vokalquantitäten in den oberdeutschen Mundarten. (= Studien zur österreichisch-bairischen Dialektkunde. Nr. 5). Habilitationsschrift. Böhlau, Graz 1967.
- mit Hubert Klausmann u. a.: Vorarlberger Sprachatlas mit Einschluß des Fürstentums Liechtenstein, Westtirols und des Allgäus (VALTS) 5 Kartenbände mit Kommentarbänden und 1 Abbildungsband. Bregenz 1985–2006. Dazu: Einführung in den Vorarlberger Sprachatlas. Bregenz 1985.
- Die Mundarten des Bodenseeraumes. In: Schriften des Vereins für Geschichte des Bodensees und seiner Umgebung. 99/100, 1981/82, S. 281–300.
- Toarrebiierarisch. Grammatik der Dornbirner Mundart. Mit 4 CDs. Dornbirn 2008.
- mit Arno Ruoff: Die Mundarten Vorarlbergs. Ein Querschnitt durch die Dialekte des Landes. (= Schriften der Vorarlberger Landesbibliothek. 3). Mit einem Katalog des Tonarchivs der Mundarten Vorarlbergs. Graz 1998 ff. (erscheint in zahlreichen Teilbänden)